# لوئیس مامفورد
لوئیس مامفورد (انگلیسی: Lewis Mumford; ‏۱۹ اکتبر ۱۸۹۵ – ۲۶ ژانویهٔ ۱۹۹۰)، متفکر و شهرساز سده بیستم اهل ایالات متحده آمریکا که شهرت وی بیشتر به واسطه دیدگاه انسانگرایانه و بشر دوستانه ای است که در آثار خود ارائه داده است. وی مورخ تمدن بشری، متخصص عصر ماشین، متخصص و کارشناس شهرهای متروپلیتن و واضع نظریه‌های جوهری در جغرافیای شهری است. مرید و پیرو پاتریک گدس بوده و مانند گدس، شهر را مکان حساس عصر ما می‌داند، او برای مسئله شهرسازی همه ابعاد فرهنگی و تاریخی اش را منظور می‌دارد و از اینکه مسئله را تنها در چارچوب فنی ببیند، اجتناب می‌ورزد.

### گسترش مفهوم فن و تببین مفاهیم آن
مگاتکنیک/کلان فن
او معتقد بود که فناوری مدرن-کلان فن- فراورده‌های پایا را محدود می‌کند و کیفیت محصولات و فراورده‌ها بیشتر بر پایه شیوه‌های کاربرد و بر اساس مد و تغییرات تکرار شونده است که بدون یاری تبلیغات فریب دهنده پیوسته، به آهستگی به سطح پایینی از تقاضا خواهد رسید.

## زیست فن[الف]
مامفورد در یک مدل ارگانیکی از فناوری در برابر کلان فن، مفهوم زیست فن را ارائه داد. وی معتقد بود که سیستم‌های ارگانیک خودشان را بر موازین کیفی، فراوانی، وسعت و آزادی از انبوه و ازدحام و معیارهای کمّی سوق می‌دهند.

## چند فنی[ب]
مامفورد در کتاب فنون و تمدن، فناوری را دارای دو بخش می‌دانست؛ پلی تکنیک و مونو تکنیک
او چند فنی را مجموعه ای از شیوه‌های مختلف فناوری می‌دانست که درون شبکه ای واحد، مسائل و مشکلات مردم را از میان برمی‌دارد. وی همچنین تک فنی را گونه ای از فناوری می‌دانست که در مسیر خود و تنها در راستای پیشرفت خود گام برمی‌دارد و حتی به مردم تعرض می‌کند.

## کلان ماشین
مامفورد همچنین روی سازمان‌ها و تشکیلات بزرگی در دوره‌های و شرایط کلان ماشین که انسان را به عنوان بخشی از یک ماشین می‌دانند بحث کرده و معتقد بود که ساختن اهرام، امپراتوری رم و ارتش جنگ‌های جهانی نیز نمونه ای از چنین کلان ماشین‌ها هستند.
بر این پایه، لوئیس مامفورد تمدن انسانی را به سه دوره تاریخی تقسیم کرد:
- ائوتکنیک، آغازه فنی-سده‌های میانی
- پالئو تکنیک، دیرینه فنی-انقلاب صنعتی
- نئو تکنیک، نو فنی - دوران متأخر و کنونی[۲]

## یادداشت
1. ↑  بیوتکنیک
2. ↑  پلی تکنیک در برابر مونو تکنیک/تک فنی